# Levickij
Levickij (orosz betűkkel: Левицкий, baskír nyelven: Левицкий) falu Oroszországban, a Baskír Köztársaságban, a Miskinói járásban.

## Népesség
- 2002-ben 47 lakosa volt, melynek 87%-a mari.
- 2010-ben 24 lakosa volt.